# Герб Хмільника
Герб Хмільника — один з офіційних символів міста Хмільник Вінницької області. Затверджений 26 грудня 1996 року.

## Опис
На синьому щиті срібна мурована вежа, огороджена срібною мурованою стіною. Щит облямований золотим декоративним картушем, увінчаним срібною мурованою короною з трьома зубцями.

## Символіка
Срібні фортечна стіна та вежа – символізують історичне минуле міста, героїчну боротьбу жителів м.Хмільника, розташованого на небезпечному Чорному шляху, супроти поневолювачів упродовж віків. Срібний колір в геральдиці символізує цноту, чистоту, бездоганність та непорочність. Синій колір є ознакою вірності, чесності та лицарських чеснот.

## Історія

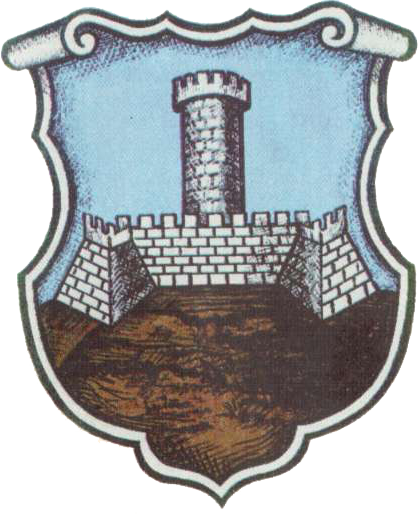
Герб польського періоду

У 1448 році місто отримало магдебурзьке право від польського короля, який перебував у Кам’янці. За цим правом місто звільнялось від управління і суду (власника), отримувало самоврядування і власне судочинство. Хмільник став важливим стратегічним замком на кордоні країни. Цікаво зазначити, що у XV столітті тільки 5 міст Подільського воєводства мали магдебурзьке право. В привілеях, що надавався місту право самоврядування йшлося про герб і печатку. Міський герб сприймався як символ самоврядування, символ привілеїв, символ сьогодення.
Яким був наш герб у ті часи нам невідомо. Але перші відомості про хмільницький герб зустрічаються з 1500 року.
„Біля 1500 року в містечку Хмільник, для захисту від набігів татарських побудований замок, на відзнаку чого король Сигізмунд ІІІ дав місту герб, на якому відображено кам’яну вежу, огороджену муром”. Цей давній герб протримався понад 300 років. Чи було це підтвердженням 1448 р., чи поданням нового герба історикам, краєзнавцям невідомо.

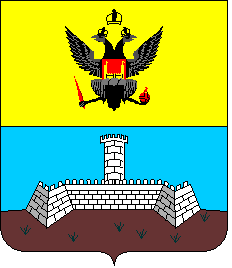
Герб періоду Російської імперії

22 січня 1796 року відповідно до указу Катерини ІІ „Про герби міст Мінської, Волинської, Брацлавської і Подільської губернії” 13 міст Брацлавського намісництва в тому числі і Хмільник мали право на власний герб. Наш герб успадкував свою столітню емблему з доповненням у верхній частині зображення двоголового орла з гербом губернського міста, що означає повітове „місто підпорядковане намісництву, що входить до складу Російської імперії і підлягає її владі”.
Наступна подорож геральдики міста переносить у жовтень 1858 року, „коли починається активний перегляд міських гербів Поділля”. У 1859 році у нашого герба замість двоголового орла - емблема Подільської губернії. Над золотим сонцем - золотий хрест на синьому полі, всередині - наша башта і стіна, а щит обвитий колоссям з Андріївською стрічкою. Зверху - баштова міська корона, за кількістю зубців визначала адміністративний статус міста, червона з трьома зубцями – значила, що місто є заштатним.
Небагато відомостей про проєкт герба 1864 року.

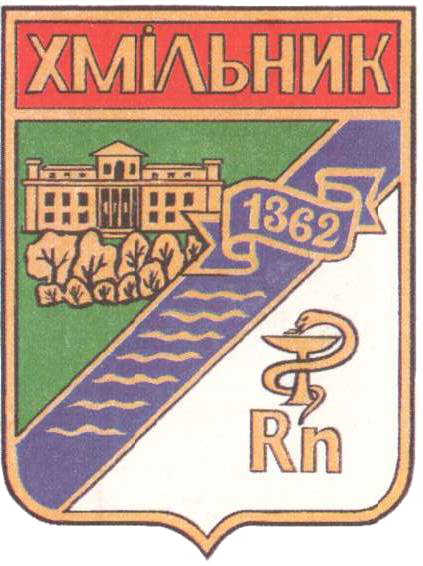
Герб 1987 року

Подальша символіка міста переносить у 1987 рік, коли директор районного історичного музею М.К.Іващук та художник-графік І. Кущ створили проєкт герба.
Зверху на готичному трикутнику геральдичному щиті на червоній планці напис Хмільник. Середину герба перетинає зображена хвилями річка Південний Буг, де зверху 1362 рік – перша згадка про місто, зверху - палац графа Ксідо, а внизу - медична емблема з хімічним знаком Rn (радон), що символізує місто-курорт. У 1988 році ця символіка потрапила на сувенірний значок.
Багато істориків, краєзнавців, ентузіастів, музейних працівників, архівістів вивчали історію нашого герба. Створювали свої проєкти геральдики міста. Але ні один із представлених проєктів не було затверджено. На допомогу прийшли професор, доктор історичних наук Дмитрієнко М.Ф. та кандидат історичних наук Савчук Ю.К. з інституту історії України Національної академії наук. У1996 році було виготовлено ескізи герба, прапора та печатки.